# Бионвил
Бионвил (фр. Bionville) насеље је и општина у североисточној Француској у региону Лорена, у департману Мерт и Мозел која припада префектури Линевил.
По подацима из 2011. године у општини је живело 129 становника, а густина насељености је износила 10,63 становника/km². Општина се простире на површини од 12,14 km². Налази се на средњој надморској висини од 435 метара (максималној 730 m, а минималној 325 m).

## Демографија
| 1962. | 1968. | 1975. | 1982. | 1990. | 1999. | 2011. |
| ----- | ----- | ----- | ----- | ----- | ----- | ----- |
| 87    | 123   | 80    | 105   | 97    | 124   | 129   |

График промене броја становника у току последњих година